# Bostrychoplites armatus
Bostrychoplites armatus är en skalbaggsart som beskrevs av Pierre Lesne 1899. Bostrychoplites armatus ingår i släktet Bostrychoplites och familjen kapuschongbaggar. Inga underarter finns listade i Catalogue of Life.